# Challenger 1
Der Challenger 1 ist ein britischer Kampfpanzer, der in den 1970er und 1980er Jahren als Nachfolger für den Chieftain entwickelt wurde. Der Challenger war keine komplette Neuentwicklung, sondern wurde aus dem Shir 2, einer iranischen Variante des Chieftain, entwickelt, da die British Army hohen Bedarf nach einem neuen Kampfpanzer hatte und eine komplette Neuentwicklung zu lange gedauert hätte und zu kostenintensiv gewesen wäre. Der erste Challenger wurde am 12. April 1983 an das Regiment The Royal Hussars ausgeliefert. Insgesamt wurden 420 Einheiten produziert. Bis zur Außerdienststellung des Chieftain bestand etwa ein Drittel des Panzerbestandes der British Army aus Challengern. Seinen ersten Einsatz hatte der Panzer im Zweiten Golfkrieg 1991. Während der Kampfhandlungen zerstörten die Challenger etliche irakische Panzer und gepanzerte Fahrzeuge. Der Challenger 1 wurde in der britischen Armee ab 1998 vom Challenger 2 abgelöst.

## Entwicklungsgeschichte

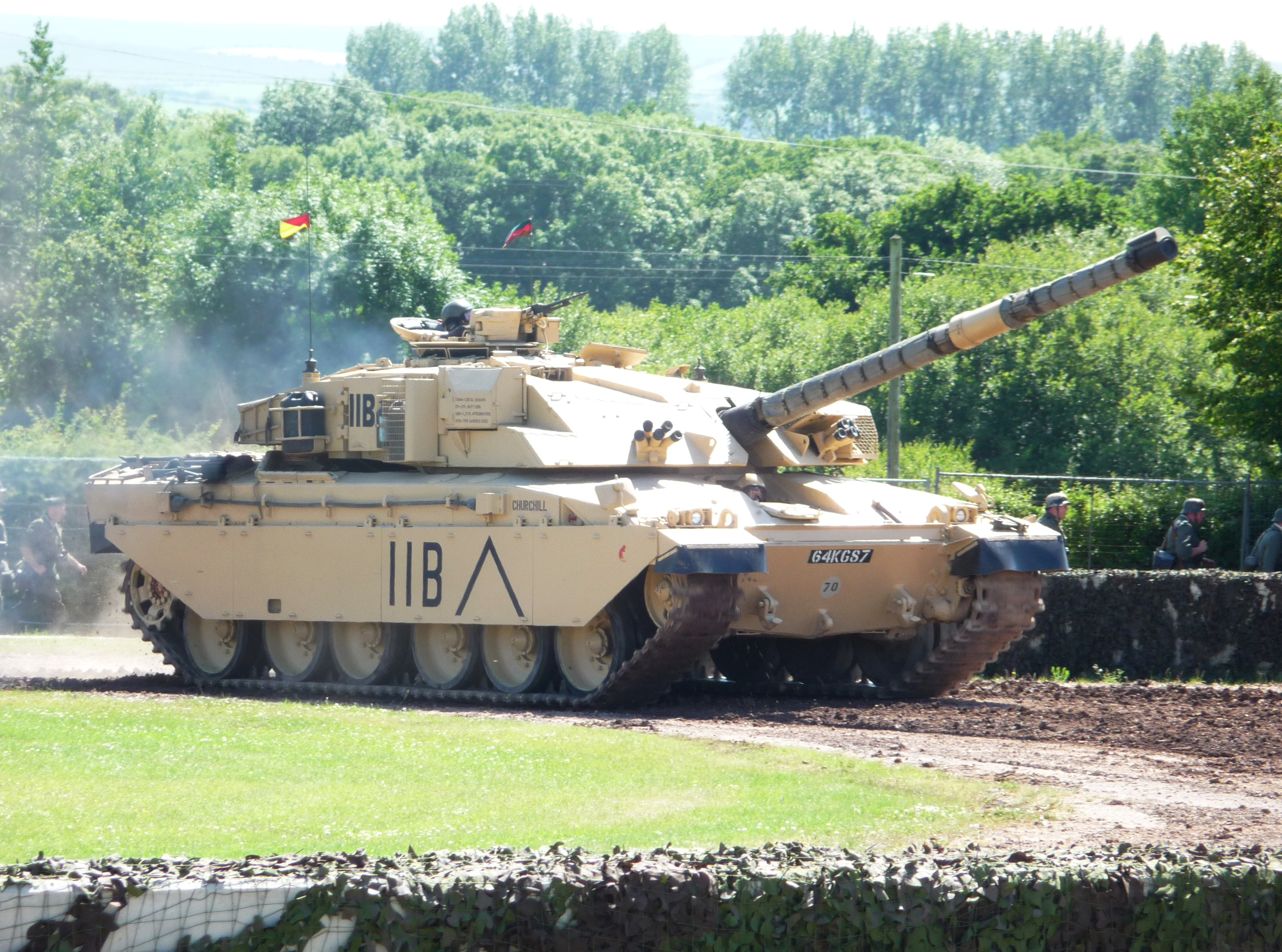
Ein Challenger während einer Waffenschau

Die Ursprünge der Entwicklung des Challenger gehen zurück bis an den Anfang der 1970er Jahre. In diesem Zeitraum war der Chieftain das Hauptwaffensystem der Panzertruppe der British Army und hatte sich gleichzeitig als Exportschlager erwiesen. Der Chieftain war für seine Zeit außergewöhnlich gut gepanzert, jedoch hatte der Sechstagekrieg von 1967 die Verwundbarkeit auch stark gepanzerter Panzer gegenüber Hohlladungsgeschossen (HEAT-Geschosse) gezeigt. Die stärksten sowjetischen Waffen dieser Art waren in der Lage, bis zu 600 mm Panzerstahl zu durchdringen. Ein Panzer mit herkömmlicher Stahlpanzerung hätte etwa 200 t wiegen müssen, um diesen Waffen standzuhalten. Gleichzeitig hatten sowjetische Ingenieure die Leistung von panzerbrechenden Wuchtgeschossen (KE-Geschosse) verbessert, die aus den Glattrohrkanonen der T-62- und T-64-Panzer verschossen und auch auf große Entfernung den NATO-Panzern gefährlich werden konnten.
Die westlichen Ingenieure, die sich mit diesen Problemen konfrontiert sahen, standen nun vor der Aufgabe, eine Panzerung zu entwickeln, die gleichzeitig wirksamen Schutz vor HEAT- und KE-Geschossen bieten und dabei innerhalb akzeptabler Gewichtsgrenzen bleiben sollte. Zwar hatten Experimente während der 1950er- und 1960er-Jahre gezeigt, dass eine Kombination aus Keramik und Stahllegierungen einen guten Schutz vor Hohlladungen bot, jedoch war die Herstellung entsprechender Materialien extrem aufwändig und teuer. Die Lösung hierfür wurde zufällig gefunden, als beim Royal Armarment Research and Development Establishment (RARDE) an Möglichkeiten geforscht wurde, die Treibstofftanks von Schützenpanzern zu schützen. Hierzu wurden dünne (und somit kostengünstigere) Keramikplatten in Wabenform mit Stahl und verschiedenen anderen, größtenteils geheimgehaltenen, Materialien kombiniert. Diese Verbundmatrix wies sehr günstige ballistische Eigenschaften gegenüber HEAT- und KE-Geschossen auf, war relativ kostengünstig und wog sehr viel weniger als eine reine Stahlpanzerung. Nach weiteren Erprobungen der neuen Panzerung, die als Chobham-Panzerung bezeichnet wurde, erhielt 1971 ein als FV4211 bezeichneter Prototyp auf Basis des Chieftain eine solche Panzerung. Die Konstruktion des FV4211 fiel in den gleichen Zeitraum wie die Entwicklung des XM1, aus dem später der M1 Abrams hervorgehen sollte. Aufgrund eines Abkommens zwischen den USA und Großbritannien, demzufolge Forschungsergebnisse im Rüstungssektor ausgetauscht werden sollten, wurden die Konstruktionsdetails der Chobham-Panzerung an die USA übergeben. Die Chobham-Panzerung wurde in die ersten Prototypen des XM1 integriert, wobei sie bei Beschusstests ihre hervorragende Schutzwirkung unter Beweis stellte. Da die Weiterentwicklung des FV4211 1972 abgebrochen wurde, war der M1 der erste mit Chobham-Panzerung ausgestattete Panzer. Großbritannien startete mit der Bundesrepublik Deutschland ein Gemeinschaftsprojekt, um den Chieftain beziehungsweise den Leopard 1 als Kampfpanzer abzulösen. Der Name des Programms lautete Future Main Battle Tank (FMBT).
1974 bestellte der Iran 1200 Exemplare des Chieftain, die jedoch mit einem leistungsfähigeren und zuverlässigeren Motor ausgestattet sein sollten. Als Basis für die Kampfwertsteigerung wurde der FV4211 herangezogen, dessen Wanne verlängert wurde, um das neue Antriebsaggregat aufnehmen zu können. Außerdem wurde das Horstmann-Laufwerk gegen ein neues hydropneumatisches Laufwerk ausgetauscht. Dieser als Shir Iran bezeichnete Panzer wurde dem Iran 1977 vorgestellt. Eine nochmals verbesserte Version namens Shir 2 sollte ab 1979 ausgeliefert werden, wozu es aufgrund der Revolution im Iran jedoch nicht mehr kam. 1977 scheiterte das FMBT-Programm, so dass Großbritannien erneut auf der Suche nach einem Kampfpanzer war, um die alternde Chieftain-Flotte zu ersetzen. Die Briten standen dabei vor der Wahl, die in der Endphase der Entwicklung befindlichen Leopard 2 oder XM1 zu kaufen, was einen bedeutenden Schritt für eine Standardisierung innerhalb der NATO bedeutet hätte, oder eine Eigenentwicklung zu starten. Eine Weiterentwicklung des bereits vorhandenen Shir 2 wurde abgelehnt, da dieser aufgrund seiner Chieftain-Wurzeln nicht den neuesten Stand der Technik darstellte. Da das Militär der Ansicht war, dass eine Ablösung des Chieftains nicht vor Ende der 1980er-Jahre notwendig sein würde, war absehbar, dass die beiden ausländischen Modelle zu diesem Zeitpunkt nicht mehr auf dem neuesten Stand der Technik sein würden. Aufgrund dessen wurde das Projekt Main Battle Tank 80 (MBT-80) gestartet.
Der MBT-80 sollte von konventioneller Konstruktion sein und von einer vierköpfigen Besatzung bedient werden, von denen drei im Turm untergebracht sein sollten. Als Panzerung sollte die Chobham-Panzerung verwendet werden, als Antrieb ein Dieselmotor mit 1500 PS und als Bewaffnung die 120-mm-Zugrohrkanone des Chieftain. Bereits 1979, noch während der Konzeptionsphase, war jedoch klar, dass der neue Kampfpanzer nicht vor Anfang der 1990er-Jahre eingeführt werden könnte. Die schon in diesem Stadium der Entwicklung ausufernden Kosten führten dazu, dass das Projekt noch im gleichen Jahr eingestellt wurde.
Da der Bedarf nach einem neuen Kampfpanzer immer dringlicher wurde, zumal die Sowjetunion Panzer wie den T-64 und den T-72 mit einer Rate von etwa 2000 Exemplaren pro Jahr produzierte, entschied das Verteidigungsministerium, dass 243 Exemplare des Shir 2 mit Chobham-Panzerung ausgestattet werden sollten, um den Sofortbedarf zu decken. Als Name für den neuen Panzer wurde Challenger festgelegt. In den Jahren 1980 und 1981 wurden sieben Prototypen hergestellt. Nach intensiven Tests, nach denen noch Modifikationen an der Kraftübertragung und den Kupplungen vorgenommen wurden, wurde der erste Challenger am 12. April 1983 an die Truppe ausgeliefert. Dieses erste Auslieferungslos kostete 300 Millionen Pfund Sterling, was einem Stückpreis von etwa 1,23 Millionen Pfund entspricht.

## Technik

### Bewaffnung und Munition
Die Bewaffnung des Challenger bestand aus der 120-mm-Zugrohrkanone L11A5, die auch schon im Chieftain zum Einsatz kam. Die Waffe war mit einem Rauchabsauger, der das Eindringen von Pulverdämpfen in den Kampfraum verhindern sollte und einer Wärmeschutzhülle, die ungleichmäßige Abkühlung durch Wind oder Regen bei heißgeschossenem Rohr verhindern sollte, ausgestattet. An der Mündung des Laufs befand sich ein Kollimatorspiegel, mit dem der Richtschütze seine Optik justieren konnte. Die Waffenanlage war sowohl horizontal und vertikal stabilisiert, ein Feuerkampf aus der Bewegung war jedoch nur eingeschränkt möglich. Der Richtbereich der Hauptwaffe betrug 360° in der Horizontalen und −10° bis +20° in der Vertikalen. Das Schwenken des Turms um 360° dauerte etwa 13 Sekunden. Das Richten der Waffenanlage und das Schwenken des Turms erfolgte über einen elektrischen Antrieb, konnte im Notfall aber auch manuell durchgeführt werden.
Die L11 wurde der leistungsfähigeren 120-mm-Glattrohrkanone von Rheinmetall, die zu dieser Zeit bereits im Leopard 2 im Einsatz war, vorgezogen, da sie zum einen bereits erprobt war und zum anderen eine breitere Palette an Munitionsarten verschießen konnte. Als Munition konnte APDS-, APFSDS-, Quetschkopf- und Nebelmunition verschossen werden. Die Besonderheit der Waffe war, dass Geschosse und Treibladung getrennt gelagert und geladen wurden. Die Treibladungen wurden in abgeschlossenen, feuerfesten und doppelwandigen Behältern unter dem Turmdrehkranz gelagert. Die Behälter waren zudem zwischen den Wänden mit Wasser gefüllt, um bei einem Treffer das Brandrisiko zu verringern. Insgesamt waren 42 Treibladungsbehälter vorhanden, wobei ein Behälter eine Ladung für ein Wuchtgeschoss oder zwei Ladungen für Quetschkopf- oder Nebelgeschoss aufnehmen konnte. Für die Munition existierten 64 Lagerplätze.
Die Sekundärbewaffnung bestand aus einem koaxial zur Hauptwaffe montierten 7,62-mm-Maschinengewehr L8A2, das zur Bekämpfung ungepanzerter Ziele diente. An der Kommandantenluke war ein weiteres 7,62-mm-Maschinengewehr L37A2 montiert, das zur Flieger- und Infanterieabwehr diente. Das MG an der Kommandantenluke konnte vom Kommandanten von innerhalb des Panzers gerichtet, gespannt und abgefeuert werden.

### Panzerung
Der Challenger wurde an der Wannen- und Turmfront durch die Chobham-Verbundpanzerung geschützt. Die genaue Zusammensetzung der Panzerung unterliegt der Geheimhaltung. Die Seiten und das Heck wurden aus Kostengründen nur durch herkömmlichen Panzerstahl geschützt. Die genauen RHA-Werte werden ebenfalls geheim gehalten. Aus Ultraschallmessungen und ehemals geheimen Dokumenten ergeben sich folgende Schätzungen:
| Bauteil                          | Schutzniveau |
| -------------------------------- | ------------ |
| Wannenfront unten KE-Geschosse:  | 84 mm        |
| Wannenfront unten HEAT-Granaten: | 84 mm        |
| Wannenfront oben KE-Geschosse:   | 275 mm       |
| Turmfront KE-Geschosse:          | 500 mm       |

### Antrieb und Laufwerk
Der Challenger wurde durch einen 12-Zylinder-Dieselmotor mit Wasserkühlung und Turboaufladung angetrieben. Das Triebwerk mit 26,1 l Hubraum entwickelte eine Leistung von 1200 PS bei einer Drehzahl von 2300/min. Der Motor, das Getriebe und der Kühler waren in einem Block zusammengefasst, was den Austausch des gesamten Moduls in weniger als einer Stunde möglich machte. Trotz des im Vergleich zu seinem Vorgänger um sieben Tonnen gestiegenen Gewichts wurde die Beweglichkeit des Panzers erheblich verbessert. Die offizielle Höchstgeschwindigkeit wird mit 56 km/h angegeben, unter günstigen Bedingungen konnte das Fahrzeug jedoch auch Geschwindigkeiten von über 70 km/h erreichen.

### Optik und Sensoren
Dem Kommandanten standen insgesamt neun Winkelspiegel zur Verfügung, die ihm eine 360°-Rundumsicht ermöglichten, sowie seine Primäroptik mit Tag- und Nachtsichtkanal zur Beobachtung des Gefechtsfelds. Weiterhin konnte über eine optische Verbindung auf das Hauptzielfernrohr des Richtschützen zurückgegriffen werden. Im Notfall konnte der Kommandant den Richtschützen übersteuern und das Hauptgeschütz selbst einsetzen.
Dem Richtschützen stand mit dem Hauptzielfernrohr (Thermal Observation Gunnery Sight – TOGS) ein Tagsichtkanal und der Wärmebildkanal eines Wärmebildgerätes zur Verfügung, die beide in zwei separaten, übereinanderliegenden Ausblickköpfen auf der rechten Seite des Turms lagen. Der Tagsichtkanal verfügte über eine einfache und zehnfache Vergrößerung, der Nachtsichtkanal über eine vierfache Vergrößerung.
Dem Fahrer stand eine einzelne Weitwinkeloptik zur Verfügung, die nachts gegen einen Restlichtverstärker ausgetauscht werden konnte.

### Besatzung
Die Besatzung des Challenger bestand, wie bei den meisten westlichen Kampfpanzern, aus vier Soldaten: dem Kommandanten, dem Fahrer, dem Richtschützen und dem Ladeschützen.
Der Kommandant saß, in Fahrtrichtung gesehen, hinten rechts im Turm, der Richtschütze vor ihm. Der Ladeschütze hatte seinen Platz auf der linken Seite des Turms. Der Fahrer saß vorne in der Wanne des Panzers in einer halb liegenden Position.
Die Soldaten, die im Turm untergebracht waren, konnten über zwei Luken im Turm ein- und aussteigen; dem Fahrer stand eine eigene Luke in der Wanne zur Verfügung.

## Einsätze

### Canadian Army Trophy 1987
Bei der Canadian Army Trophy 1987 (CAT 87) auf dem Truppenübungsplatz Grafenwöhr wurde erstmals der Challenger eingesetzt, um nach den enttäuschenden Ergebnissen der vorhergehenden Veranstaltung bessere Ergebnisse zu erzielen. Insgesamt 22 Panzer wurden eigens für den Wettbewerb modifiziert, um schnelleres Nachladen und genaueres Zielen zu ermöglichen. Dazu wurden die Laserentfernungsmesser nachkalibriert, der Verschluss musste nach dem Nachladen nicht mehr manuell geschlossen werden und die Optik des Kommandanten verfügte über eine 15-fache Vergrößerung. Trotz dieser Maßnahmen und eines intensiven vorhergehenden Trainings der Besatzungen erreichten die Challenger die niedrigste Punktzahl. Dies lag zum einen an der veralteten Feuerleitausstattung, die im Wesentlichen der Technik aus den 1960er Jahren entsprach, zum anderen auch an der zweigeteilten Munition, die schwierig zu handhaben war. Während eines Durchlaufs lud ein Ladeschütze ein Geschoss, konnte den Ladevorgang aber nicht weiter fortsetzen, da das koaxiale Maschinengewehr eine Funktionsstörung hatte, die behoben werden musste. Nachdem er dieses erledigt hatte, fiel das Treibladungsanzündermagazin aus dem Verschluss. Nachdem er dieses wieder eingesetzt hatte, lud er jedoch ein weiteres Geschoss in die Waffe, was diese komplett blockierte.
Insgesamt erzielten die Challenger nur 75 % Treffer auf die Übungsziele, während der M1 Abrams und der Leopard 2 94 bzw. 92 % Treffer erzielten. Die durchschnittliche Bekämpfungszeit pro Ziel lag mit 12,61 Sekunden ebenfalls am unteren Ende der Skala.

### Operation Desert Storm

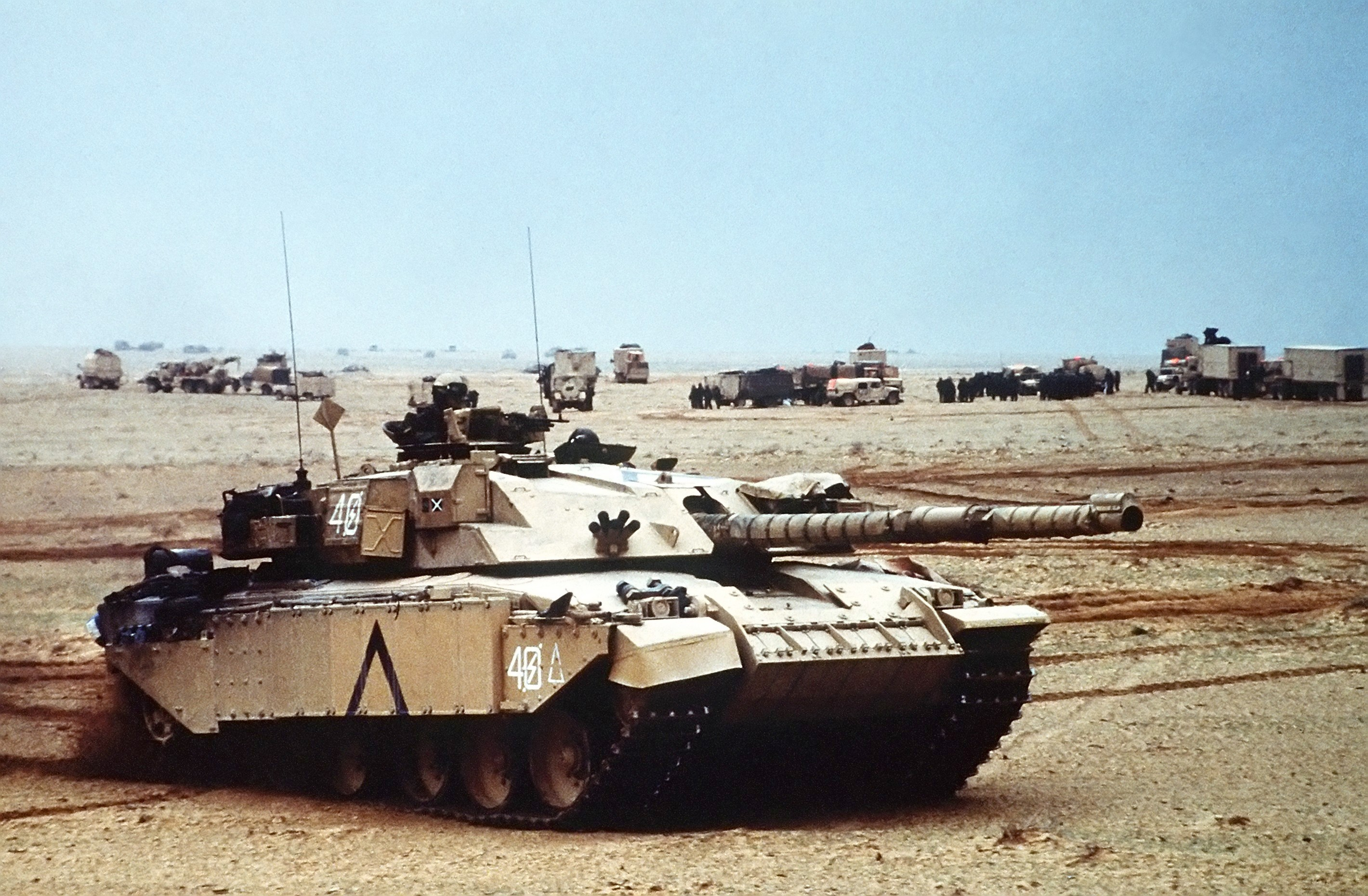
Ein Challenger während der Operation Desert Storm

Nach dem Überfall des Irak auf Kuwait und der nachfolgenden UN-Resolution wurde die 7th Armoured Brigade nach Saudi-Arabien verlegt, wo sie der 1st Marine Division des United States Marine Corps unterstellt wurde. Zu Anfang hatten die US-Amerikaner noch Vorbehalte gegenüber der Leistung des Challenger, insbesondere aufgrund der schlechten Leistung bei der CAT 87, die sich während der Gefechte jedoch als unbegründet erwiesen.
Da erwartet wurde, dass die Brigade bei der Unterstützung der Marines auf schwer befestigte Stellungen der Iraker treffen würde, wo sie Feuer aus Panzerabwehrwaffen auf kurze Entfernung ausgesetzt sein würden, wurde die Seiten- und Frontpanzerung verstärkt, um den Fahrer und die Munition besser zu schützen. Weiterhin wurde aufgrund der großen Entfernungen, die in der Wüste zurückgelegt werden mussten, zwei Treibstofffässer mit jeweils etwa 205 l Fassungsvermögen am Heck angebracht. Zuletzt wurde noch ein System installiert, mit dem Diesel in die Abgasanlage eingespritzt werden konnte, um den Panzer einzunebeln.
Zur Bekämpfung der T-72M der Iraker, die als einzige echte Bedrohung für die Panzer angesehen wurden, erhielten die Challenger jeweils zwölf Wuchtgeschosse aus abgereichertem Uran, die ausschließlich gegen die T-72 verwendet werden sollten. Während der Gefechte kam es jedoch nicht zu Zusammenstößen der beiden Modelle.
Nach dem Beginn der Offensive der Koalitionstruppen zeigte sich schnell die Überlegenheit der britischen Panzer gegenüber den irakischen Modellen. Mit Hilfe ihrer Wärmebildgeräte konnten die Challenger feindliche Fahrzeuge auch bei schlechter Sicht auf Entfernungen bis zu 3000 m ausmachen und bekämpfen, während die gegnerischen Panzer nahezu blind waren. Insgesamt zerstörten die Challenger über 300 irakische Fahrzeuge und Panzer. Dabei erzielte ein Challenger mit dem ersten Schuss auf einen irakischen Panzer einen Treffer aus einer Entfernung von 4100 m.